# Die Normannen
Die Normannen (Originaltitel: I normanni) ist ein italienisch-französischer Abenteuerfilm von Giuseppe Vari aus dem Jahr 1962.

## Handlung
Anfang des 9. Jahrhunderts landeten die gefürchteten Normannen an Englands Küsten. Einer ihrer Stämme konnte damals von Graf Oliver d’Anglon befriedet werden und siedelte sich unter der Führung Olafs des Normannen auf dem gräflichen Land an.
Viele Jahre später lässt Herzog Wilfried König Dagobert durch seine als Normannen verkleidete Soldaten überfallen und gefangen nehmen, um endlich an den englischen Thron sowie den Kronschatz und die Gattin des Königs zu gelangen. Anhängen tut er die Tat dem Grafen d’Anglon, der daraufhin zum Tode verurteilt wird. Die von ihrem Land vertrieben Normannen verhelfen dem Grafen jedoch zur Flucht und ziehen gemeinsam mit ihm gegen den Herzog in den Krieg.
Svetiana, die Tochter Olafs des Normannen und der Graf verlieben sich derweil, woraufhin ihnen der Normannenführer mitteilt, dass Svetiana in Wirklichkeit die Tochter König Dagoberts ist, welche er damals bei einem Schiffsüberfall fand und adoptierte. Als Svetiana durch einen Verräter in Herzog Wilfrieds Gefangenschaft gerät, der mit ihr als Druckmittel den König zur Preisgabe des Kronschatzversteckes bewegen will, bricht der Graf mit dem Normannen Thor zu ihrer Befreiung auf. Das Vorhaben gelingt, doch sitzen die Wagemutigen und der ebenfalls befreite König danach von den Feinden belagert im herzöglichen Schloss fest. Die entkommene Svetiana kann aber die Normannen alarmieren. Ebenfalls berichtet sie der Königin vom üblen Treiben des Herzogs. Es kommt zur gemeinsamen Erstürmung des Schlosses durch die Truppen der Normannen und der Königin, infolgedessen der Graf den tückischen Wilfried in einem letzten Zweikampf erstechen kann. Als Belohnung für seine Taten erhebt der König ihn zum Herzog. Den Normannen werden aus Dank die gleichen Rechte wie den englischen Untertanen gewährt.

## Hintergrund
Die Normannen passierte am 20. Juni 1962 die italienische Zensur. In die Kinos der Bundesrepublik Deutschland kam der Film am 19. Oktober 1962.

## Synchronisation
Die deutsche Bearbeitung erfolgte durch Karpat-Film. Die Dialogregie übernahm Konrad P. Rohnstein.
| Darsteller       | Rolle                | deutscher Sprecher |
| ---------------- | -------------------- | ------------------ |
| Cameron Mitchell | Herzog Wilfried      | Horst Naumann      |
| Geneviève Grad   | Svetiana             | Heidi Treutler     |
| Ettore Manni     | Graf Oliver d’Anglon | Reinhard Glemnitz  |
| Piero Lulli      | Barton               | Walter Clemens     |
| Paul Müller      | Thomas               | Thomas Reiner      |

## Kritik
Für das Lexikon des internationalen Films war Die Normannen ein „(m)etzelfreudiges Abenteuerkino“.